# Vegas de Domingo Rey
Vegas de Domingo Rey es una localidad española del municipio de Agallas, en  la provincia de Salamanca, comunidad autónoma de Castilla y León. Se integra dentro de la comarca de Ciudad Rodrigo y la subcomarca de Los Agadones. Pertenece al partido judicial de Ciudad Rodrigo.
Es una localidad muy pequeña, pero de gran belleza paisajística, a pesar de ser una zona muy castigada por los incendios. Desde Vegas de Domingo Rey existe un acceso fácil hacia la Sierra de Francia, pasando las Serradillas y Monsagro. 

## Demografía
En 2017 Vegas de Domingo Rey contaba con 23 habitantes, de los cuales 14 eran varones y 9 mujeres. (INE 2017)
| Gráfica de evolución demográfica de Vegas de Domingo Rey entre 2000 y 2017               |
|                                                                                          |
| Fuente: Instituto Nacional de Estadística de España - Elaboración gráfica por Wikipedia. |